# 揚·韋塞利
揚·韋塞利（1990年4月24日—），捷克籃球運動員。他現在效力於土耳其球隊費內巴切。他曾經參加2011年NBA選秀。他代表捷克國家男子籃球隊參賽，出戰2020年夏季奧林匹克運動會。